# Ève Salvail
Ève Salvail (Matane (Quebec), 7 april 1973) is een Canadees model en was in de jaren 90 het eerste supermodel met kaalgeschoren hoofd.
Ève Salvail begon haar carrière als model in 1989. Met haar kale hoofd was ze zeer gewild bij de modebladen en ontwerpers. Ze stond op de cover van bladen als Elle, Marie Claire, Wired en liep modeshows voor onder anderen Jean-Paul Gaultier, Calvin Klein, Donna Karan, Karl Lagerfeld, Gianni Versace en Valentino.
De 1,76 meter lange Salvail maakte reclamespotjes voor Levi’s en Benson & Hedges, en had kleine filmrolletjes in Prêt-à-Porter (1994), The Fifth Element (1997), Celebrity (1998), Hostage (1999) en Zoolander (2001). Ze doet nog steeds modellenwerk, maar heeft nu (kort) haar. Ze werkt daarnaast ook als songwriter en deejay, was een tijdje leadzangeres in de muziekgroep Ten Watt Mary en heeft samengewerkt met Bryan Adams.